# Лепсио, Тед
Таддеус Стэнли «Тед» Лепсио (англ. Thaddeus Stanley «Ted» Lepcio, 28 июля 1929, Ютика, Нью-Йорк — 11 декабря 2019, Дедем, Массачусетс) — американский бейсболист, игрок инфилда. Играл в Главной лиге бейсбола с 1952 по 1961 год, большую часть карьеры проведя в составе «Бостон Ред Сокс».

## Биография

### Ранние годы
Таддеус родился 28 июля 1929 года в Ютике. Он был седьмым ребёнком в семье Майкла и Фрэнсис Лепсио, эмигрировавших в США в 1920-х годах. Тед учился в старшей школе имени Томаса Проктора, играл в футбол, но главной его страстью был бейсбол. Лепсио выступал за разные любительские и полупрофессиональные команды, часто выходя на поле под вымышленными именами. В одной из них Тед играл с несколькими студентами университета Вилланова. В 1947 год их тренер помог Лепсио получить спортивную стипендию в университете Сетон-Холл.
В университете он учился и играл в бейсбол с 1947 по 1951 год. Дважды, на время летних каникул 1949 и 1950 годов, Лепсио уезжал в Огасту и играл за местную команду «Миллионерс». Её игроки числились рабочими на обувной фабрике в соседнем Уинтропе, но всё время проводили за тренировками. В 1951 году Тед окончил университет и подписал контракт на сумму 60 тысяч долларов с «Бостон Ред Сокс». Профессиональную карьеру он начал в ААА-лиге в «Луисвилл Колонелс», а затем из-за травмы руки был переведён в лигу уровнем ниже и играл за «Роанок Ро-Сокс».

### Главная лига бейсбола

#### Бостон Ред Сокс
В феврале 1952 года Лепсио получил приглашение в лагерь для молодых игроков, организованный «Ред Сокс» в Сарасоте одновременно со сборами основного состава. Он сумел попасть в главную команду и поехал с ней на первый матч сезона против «Вашингтон Сенаторз». Позднее Тед говорил об этой игре как о самой запоминающейся в карьере: первую подачу в нём совершил Гарри Трумэн и он успел прямо на поле пообщаться с президентом США. Непосредственно в матче Лепсио отметился выбитым хитом, страйкаутом и украденной базой, удостоившись лестного отзыва от корреспондента газеты Boston Post.
В своём дебютном сезоне Тед стабильно играл в основном составе. Он жил в одной комнате и играл рядом с Джимми Пирсоллом. Лепсио был одним из немногих игроков «Ред Сокс», защищавших его от нападок других — Пирсолл страдал от биполярного расстройства. Всего в 1952 году Тед провёл 84 игры, в которых отбивал с показателем 26,3 %. 
С 1953 года тренеры стали задействовать его на разных позициях в инфилде — Лепсио играл на второй и третьей базах, на месте шортстопа. Последняя роль стала для него основной ближе к концовке чемпионата, на этом же место он отыграл и начало следующего сезона. Затем Теда снова перевели на вторую базу.
Зимой 1954/55 годов в Ред Сокс пришли Билли Клаус и Эдди Джуст. Новички вытеснили Лепсио в запас и после 13 мая 1955 года он вышел в стартовом составе только в двенадцати матчах. Всего за сезон он провёл 51 игру. Всю оставшуюся часть карьеры Тед провёл как универсальный игрок, выходивший на поле по мере необходимости. Чуть больше игрового времени он получил в начале сезона 1956 года, заменяя травмированного Билли Гудмана. В этом чемпионате Лепсио установил личные рекорды по числу хоум-ранов (15) и RBI (51). В 1957 и 1958 годах он играл мало. В начале сезона 1959 года Тед сыграл три матча и был обменян в «Детройт Тайгерс».

#### Завершение карьеры
За «Детройт» Лепсио дебютировал в игре с «Ред Сокс» и выбил сингл и гранд-слэм-хоум-ран, принеся «Тайгерс» победу со счётом 8:3. Всего в 1959 году Тед сыграл 35 матчей на месте шортстопа, 24 на второй базе и 11 на третьей. Несмотря на то, что сезон он закончил с лучшим для себя показателем отбивания 28,0 %, в декабре его обменяли в «Филадельфию».
На сборы новой команды Лепсио приехал только в конце марта. Задержка была вызвана долгими переговорами об условиях контракта. В конце концов игрок и генеральный менеджер «Филлис» Джон Куинн договорились об увеличении зарплаты Лепсио на 3 500 долларов. При этом главный тренер команды Эдди Сойер, общаясь с прессой, называл Теда одним из худших игроков, которых он видел. Это не сильно сказалось на карьере Лепсио, так как Соейр был уволен после поражения от «Цинциннати Редс» в матче открытия сезона. Всего в чемпионате 1960 года он провёл за «Филадельфию» 69 игр.
Перед стартом сезона 1961 года «Филлис» продали его в «Чикаго Уайт Сокс». В новой команде Тед появился на бите только три раза и был отчислен, после чего оказался в «Миннесоте Твинс». Начало чемпионата он провёл в ААА-лиге в составе «Сиракьюз Чифс», а 7 июля был вызван в главную команду. Значительную часть игр Лепсио пропустил из-за травмы спины, но успел выбить семь хоум-ранов. В октябре «Твинс» отчислили его. Тед подписал контракт с только что созданной командой «Нью-Йорк Метс», но не смог выиграть конкуренцию и покинул её весной 1962 года.

### После бейсбола
Благодаря хорошему образованию, Лепсио быстро устроился на работу в отделение компании Honeywell в Бостоне. Позднее он сделал успешную карьеру в транспортной фирме St. Johnsbury Trucking, в которой проработал 22 года и занимал пост вице-президента.
Вместе с супругой Мартой он жил в Дедеме, пригороде Бостона, воспитывал сына Таддеуса Стэнли-младшего. В 1960-х годах Тед стал одним из основателей организации болельщиков BoSox Club. Позднее он регулярно принимал участие в различных командных мероприятиях. В 2005 году Лепсио был приглашён на церемонию поднятия вымпела после победы команды в Мировой серии 2004, а в 2007 году участвовал в чемпионском параде «Ред Сокс». 
Тед Лепсио умер 11 декабря 2019 года в возрасте 90 лет. 